# Anthracites montium
Anthracites montium är en insektsart som beskrevs av Sjöstedt 1909. Anthracites montium ingår i släktet Anthracites och familjen vårtbitare. Inga underarter finns listade i Catalogue of Life.